# Armata confederata del Tennessee

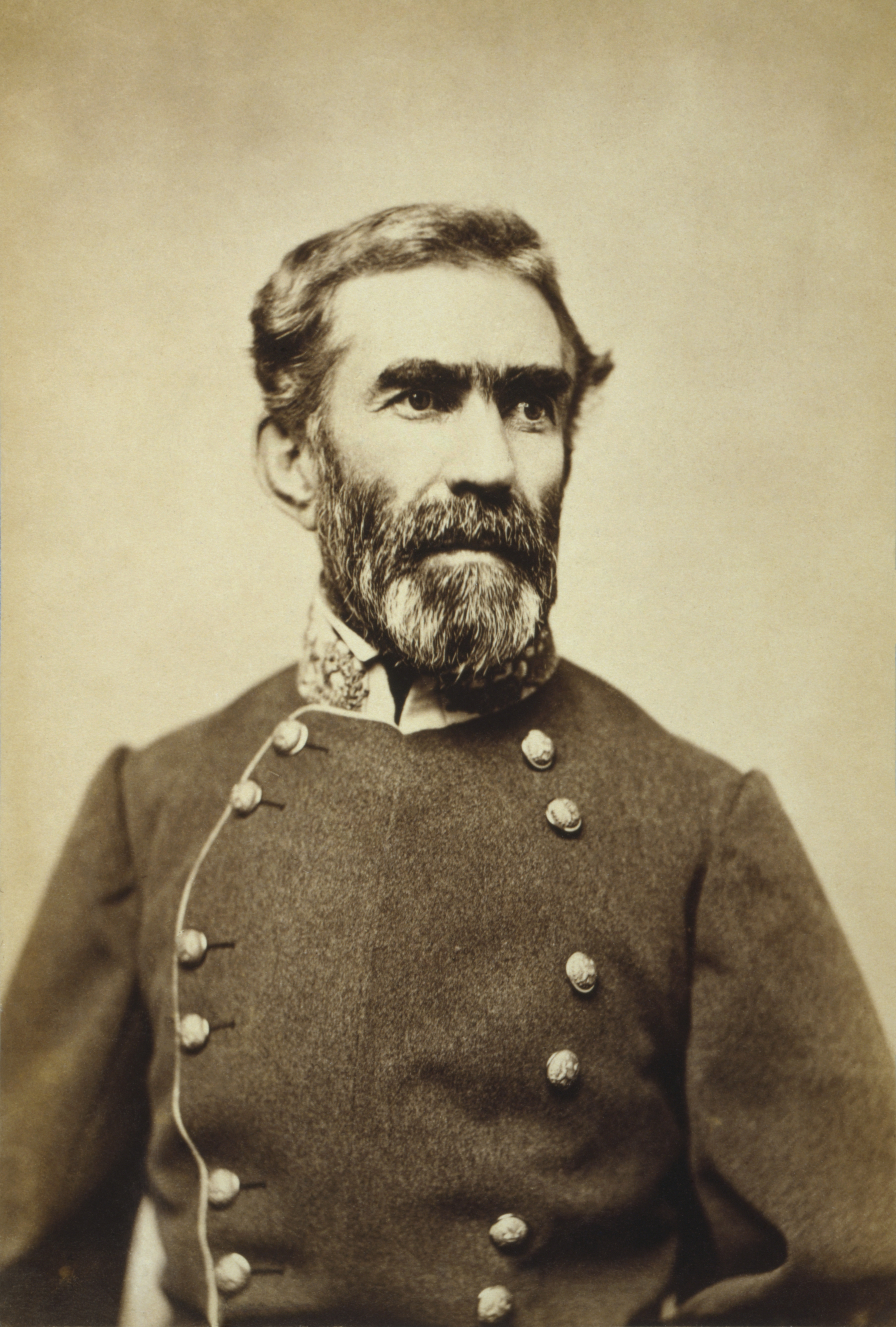
Braxton Bragg

L'Armata confederata del Tennessee, costituita nel novembre del 1862, è stata la principale armata confederata durante la guerra di secessione americana, nel teatro di guerra tra la catena dei monti Appalachi e il fiume Mississippi.
Al momento della sua creazione, l'armata fu affidata al comando del generale Braxton Bragg e il 31 dicembre 1862 si scontrò con l'armata del Cumberland, comandata dal maggior generale William Rosecrans, nella battaglia di Murfreesboro nel Tennessee. Nonostante nessuno dei due eserciti ottenne una vera e propria vittoria, Bragg fu costretto a ritirarsi da Murfreesboro fino a Tullahoma.
Nell'estate del 1863 iniziò un'offensiva condotta da Rosecrans conosciuta come campagna di Tullahoma. Le forze dell'Unione costrinsero gradatamente Bragg a retrocedere nel nord della Georgia, abbandonando l'importante nodo ferroviario di Chattanooga. Tuttavia, nel settembre dello stesso anno, rinforzato dal Corpo d'armata del generale James Longstreet dell'armata del Nord Virginia, l'armata del Tennessee fu in grado di infliggere una dura sconfitta alle truppe di Rosecrans a Chickamauga, tornando ad avanzare per assediare Chattanooga. L'armata del Cumberland ricevette tuttavia, anche lei notevoli rinforzi: le truppe dell'armata del Tennessee, comandate dal generale Grant in aggiunta a due corpi d'armata, facenti parte dell'armata del Potomac, sotto il comando del maggior generale Joseph Hooker. Il 25 novembre i due eserciti si scontrarono nella battaglia di Missionary Ridge; i Confederati furono sconfitti e Bragg dovette abbandonare l'assedio di Chattanooga e ritirarsi nuovamente nel nord della Georgia.

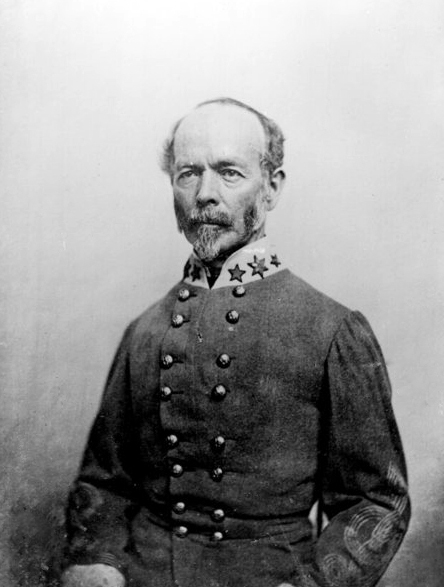
Joseph E. Johnston

A causa di questa grave sconfitta Bragg fu sollevato dal suo incarico e il comando dell'armata fu affidato a Joseph E. Johnston, che era molto più gradito sia dalle truppe che dai sottufficiali, rispetto all'"acido" Bragg. Nella campagna di Atlanta del 1864, Johnston si trovò ad affrontare le armate riunite dell'Unione del generale William T. Sherman, il cui obiettivo era quello di conquistare la città di Atlanta. Johnston, che riteneva che la sopravvivenza del suo esercito fosse più importante che la difesa di un territorio, tendeva ad evitare lo scontro diretto con Sherman, eseguendo delle abili ritirate che, però, causavano una certa insoddisfazione nel Governo Confederato a Richmond, in particolare nel presidente Jefferson Davis, che non era mai andato d'accordo con Johnston. In seguito alla vittoria di Sherman al fiume Chattahoochee, che costringeva l'esercito Confederato ad arretrare verso Atlanta, Johnston fu sollevato dal comando e sostituito con il generale John Bell Hood.

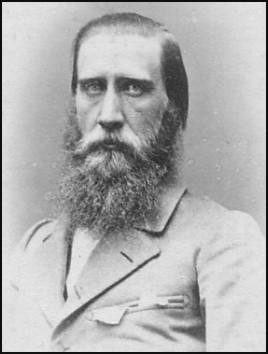
John Bell Hood

Il modo di comandare di Hood fu disastroso. Dopo numerosi tentativi andati a vuoto di costringere le forze di Sherman a ritirarsi da Atlanta, il 2 settembre 1864 la città fu occupata dalle truppe dell'Unione. Hood, invece di continuare a combattere contro Sherman, si ritirò verso ovest nel nord del Tennessee, consentendo a Sherman di dirigersi indisturbato verso sud nella Marcia verso il mare. Nel frattempo Hood si scontrò nel Tennessee contro l'armata del Cumberland, al comando di George H. Thomas, e l'armata dell'Ohio comandata da John Schofield. Il 30 novembre 1864 Hood, nella battaglia di Franklin, fu sopraffatto dal meno numeroso esercito di Schofield, perdendo circa un quarto dei suoi uomini, ma continuò ad avanzare verso nord, nel Tennessee centrale, dove tentò di assediare Nashville. Il 15 dicembre le truppe di Thomas lanciarono il loro attacco, annientando quasi completamente l'armata confederata del Tennessee, nella battaglia più decisiva di tutta la guerra.
Da lì in avanti l'armata confederata del Tennessee cessò di essere un'effettiva forza combattente, anche se quello che ne restava fu inviato negli Stati della Carolina per tentare di contrastare l'avanzata di Sherman.

## Maggiori battaglie e Campagne
- Battaglia di Murfreesboro (Bragg)
- Campagna di Chickamauga (Bragg)
- Battaglia di Chattanooga (Bragg)
- Campagna di Atlanta (Johnston, sostituito da Hood)
- Campagna di Franklin-Nashville (Hood)
- Campagna delle Carolina (Johnston)